# Awwakum

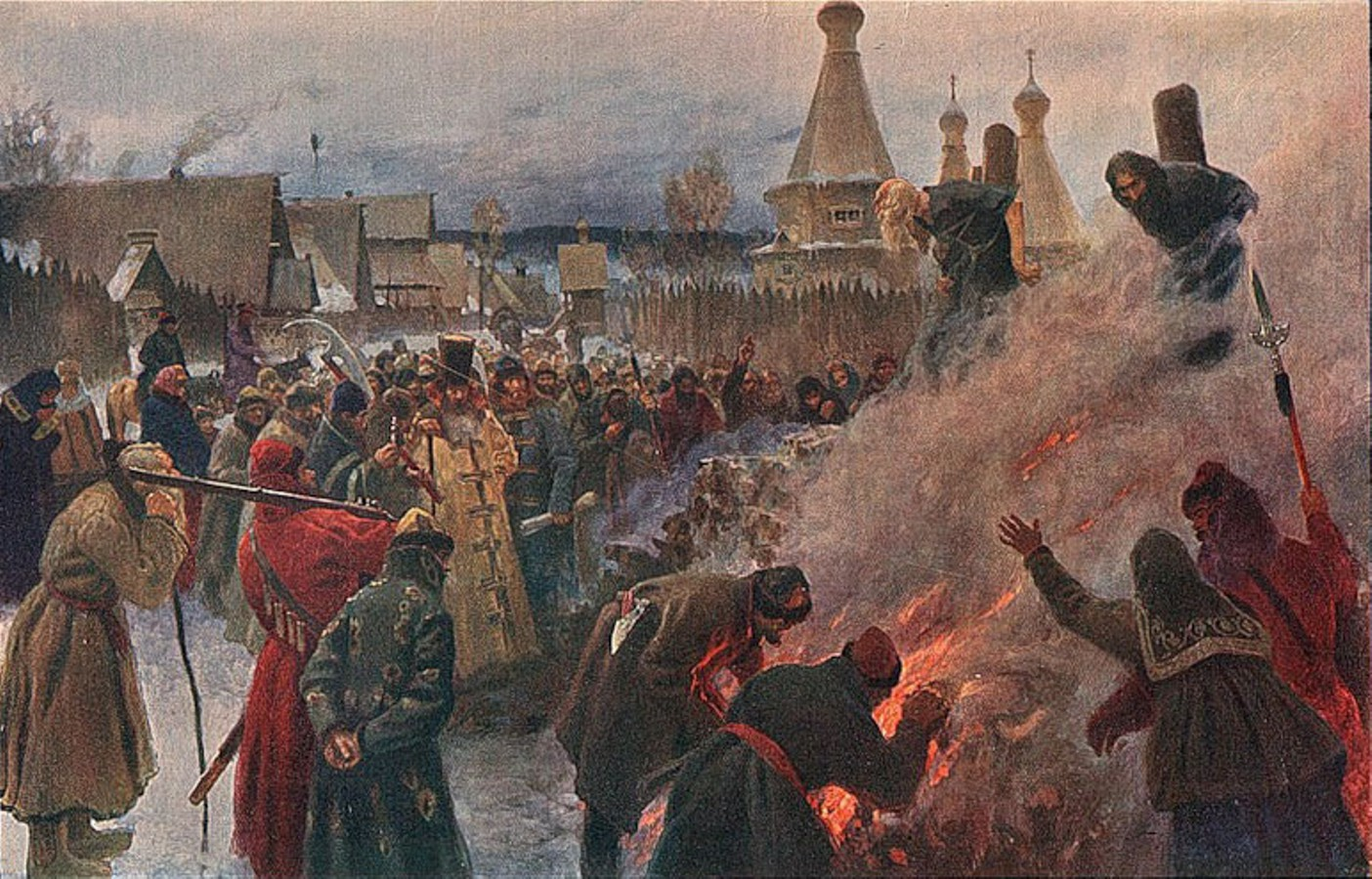
Awwakum auf dem Scheiterhaufen (Gemälde von Pjotr Jewgenjewitsch Mjassojedow)

Awwakum Petrow (russisch Аввакум Петров; * 20. November 1620 oder 1621 in Grigorowo, südöstlich von Nischni Nowgorod; † 14. April 1682 in Pustosersk an der Petschora, heute Autonomer Kreis der Nenzen) war Protopope und eine der leitenden Figuren der Bewegung der Altgläubigen, sowie ein bedeutender Vertreter der altrussischen Literatur. Der Name entspricht dem hebräischen Habakuk.

## Leben
Awwakum war der Sohn eines Dorfgeistlichen. Er wurde streng religiös erzogen und hatte schon früh einen Hang zum Asketentum. 1640 heiratete er, 1642 wurde er zum Diakon geweiht, 1644 Geistlicher in Lopatitschi. Hier führte Awwakum eine sehr strenge Form der orthodoxen Gottesverehrung ein, die ihn bei der Bevölkerung verhasst machte: z. B. vor und während der Vesperfeier 300 Verbeugungen bis auf den Boden, 600 Jesusgebete und 100 Gebete zur Gottesmutter, oder eine Form des Gottesdienstes, der sieben Stunden anstatt sonst vier Stunden dauerte. Außerdem vertrieb er Gaukler und Bärentreiber aus dem Dorf.

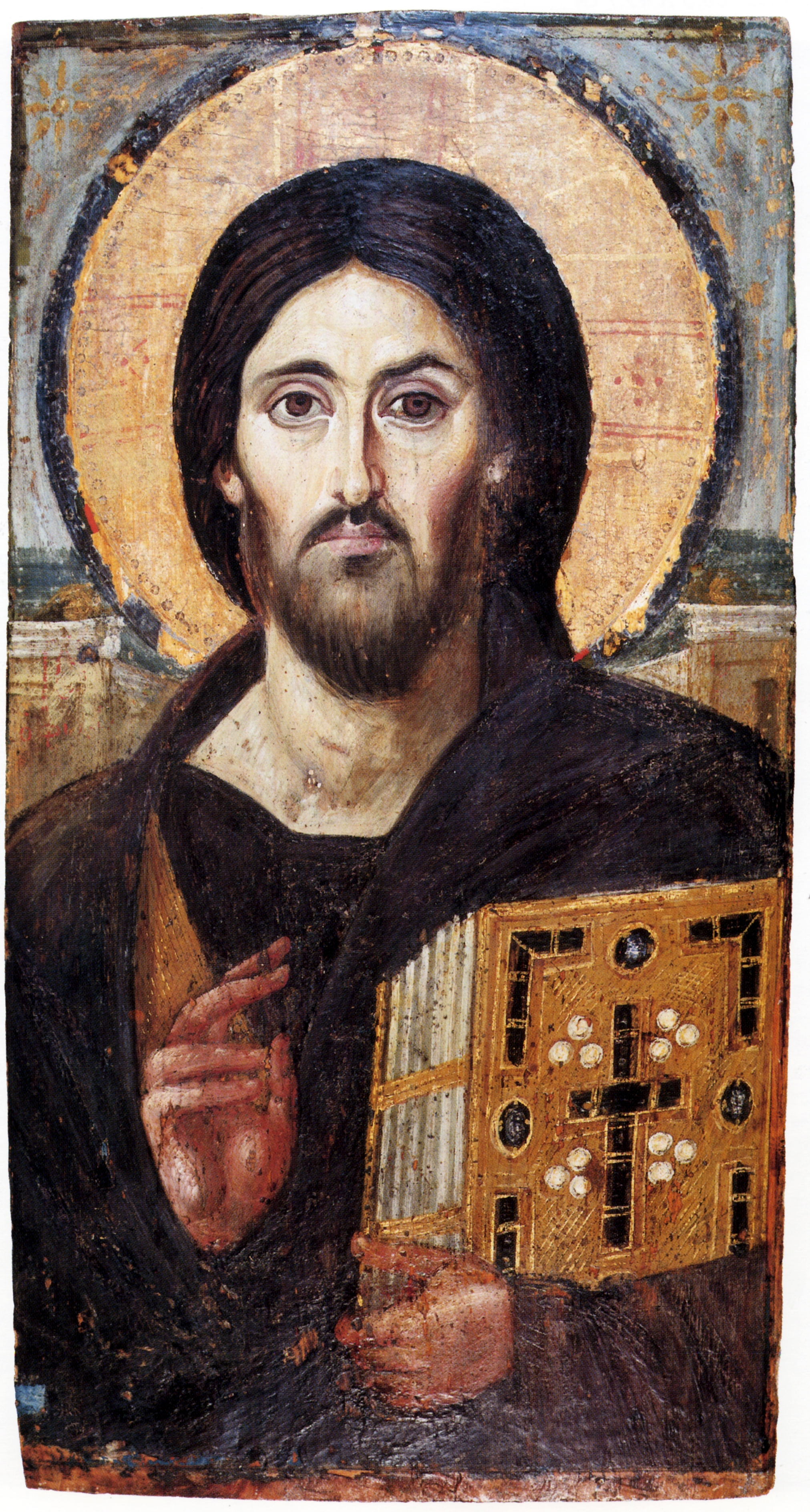
Ikone aus dem 6. Jahrhundert aus dem St. Katharinakloster auf dem Berg Sinai. Christus ist hier segnend abgebildet: Er legt dabei Zeige- und Mittelfinger zusammen, als Andeutung, dass der Gekreuzigte Gott und Mensch in einer Person ist; die übrigen drei Finger berühren sich mit den Spitzen, um die Dreieinigkeit darzustellen. Die Altgläubigen betrachten dieses Zeichen als das einzige richtige Kreuzzeichen.

1646 wurde er deshalb vertrieben und ging mit seiner Familie nach Moskau, wo er durch Vermittlung des Beichtvaters des Zaren eine kaiserliche Urkunde erhielt und wieder in sein Dorf zurückkehrte. Doch schon 1648 wurde er von den Bewohnern erneut vertrieben, so dass er bis 1652 in Moskau blieb. Awwakum wurde Protopope im Städtchen Jurjewez-Powolschski, nach einer erneuten Flucht nach acht Monaten ging er nach Moskau an die Kathedrale der Muttergottesikone von Kasan nahe dem Roten Platz. Als 1652 Nikon Patriarch und Oberhaupt der russischen Kirche wurde, kam es alsbald zum Konflikt und zur Auseinandersetzung zwischen diesem und Awwakum. Patriarch Nikon führte Reformen im Bereich der Riten und Texte ein, die zum Ziele hatten, eine vereinheitlichte Praxis mit den übrigen orthodoxen Kirchen des Auslandes herzustellen. Viele Gläubige betrachteten diese Veränderungen jedoch als Häresie und bekämpften die Reform mit allen Mitteln. Vor allem das Kreuzeszeichen mit drei Fingern empfanden Awwakum und die Gegner dieser Kirchenreformen als dogmatischen Rückschritt; sie sahen darin ein Zeichen einer anderen Dreifaltigkeit, nämlich die in der Apokalypse des Johannes beschriebene von der Schlange, dem falschen Propheten und dem Tier (Teufel, irrgläubiger Patriarch, böser Zar) und hielten am Kreuzzeichen mit zwei Fingern fest, wie es bisher ausgeführt worden war. Für viele war damals diese Frage durchaus kein bloß äußerliches Problem, dahinter verbargen sich wichtige theologische Unterschiede. Zwei Finger symbolisierten die Dualität Christi, wo drei Finger die heilige Dreifaltigkeit symbolisierten; da eben Christus und nicht die Dreifaltigkeit gekreuzigt worden war, hielten die Gegner der Reformen ein Kreuzzeichen mit zwei Fingern für theologisch mehr geeignet. Im altrussischen Ritual sind Symbol und Gehalt, Zeichen und Lehre eine unlösbare Einheit.
Awwakum und seine Familie mussten Moskau verlassen. Als er weiterhin unnachgiebig gegen Nikon auftrat und auch der Zar Alexei I. Michailowitsch selbst Awwakum nicht mäßigen konnte, wurde er nach Sibirien verbannt, wo er über Tobolsk und Jenisseisk bis nach Nertschinsk mit Frau und Kindern ziehen musste (1653–1664). 1664 kehrt Awwakum nach Moskau zurück und wurde im selben Jahr nach Mesen verbannt. Die große Landessynode der russischen Kirche verhängte 1666/67 über Awwakum und seine Anhänger den Kirchenbann. Weiterhin unnachgiebig, gelangte er schließlich in die Verbannung in den äußersten Norden Russlands, nach Pustosersk an der Eismeerküste jenseits des Polarkreises. Hier verfasste er 1672/73 seine Lebensbeschreibung. Schließlich wurde Awwakum am 14. April 1682 auf dem Scheiterhaufen verbrannt und starb als Märtyrer für seinen Glauben.

## Werk
Abgesehen von seiner religiösen Bedeutung spielt Awwakum eine wichtige Rolle als Schriftsteller für die altrussische Literatur. In der Verbannung an der Eismeerküste, eingesperrt in eine Hütte, verfasste er auf Anregung seines Beichtvaters 1672/73 seine Autobiographie Das Leben des Protopopen Awwakum, von ihm selbst niedergeschrieben. Es handelt sich um die erste russische Autobiographie überhaupt, für die Awwakum lediglich Heiligenlegenden als Vorbild zur Verfügung standen. Die Sprache seines Berichtes ist Kirchenslawisch mit volkssprachlichen Elementen. Awwakum schildert in einer kunstlosen, realistischen Sprache seinen Leidensweg und seinen Kampf um den wahren Glauben. Darin finden sich jedoch auch ausgesprochen humorvolle Schilderungen, wie die Schilderung einer schwarzen Henne, deren Eier die Familie mit Nahrung in Sibirien versorgten und zu den schönsten Tierschilderungen der Literatur überhaupt zählen. Nach allgemeiner Einschätzung wird die Lebensgeschichte des Protopopen Awwakum als literarisches Kunstwerk von höchstem Rang gesehen, das bis ins 19. Jh. Einfluss auf die russische Literatur ausübte. Lange Zeit nur handschriftlich verbreitet, fand der erste Druck erst im Jahre 1861 statt, da bis dahin der Einfluss der orthodoxen Staatskirche noch zu groß war – für sie galt Awwakum als Ketzer. Im 20. Jh. wurde das Werk in mehrere europäische Sprachen übersetzt, darunter 1930 in die deutsche Sprache. Awwakum verfasste auch Briefe an den Zaren und seine Anhänger, die ebenfalls ein wichtiges Zeugnis für die Literatur des alten Russland sind. In den 1670er Jahren entstand das Buch der Auslegungen (Kniga tolkowanij).

## Nachleben
Awwakum hatte in religiöser Hinsicht große Bedeutung in Russland, da er durch seine kompromisslose Haltung gegenüber den Reformen des Patriarchen Nikon eine große Anhängerschar hinter sich versammelte. Auch nach Awwakums Tod lebte diese von der Großkirche getrennte Gruppe weiter. Sie wurden später als Altgläubige bezeichnet, also als Gläubige die nach dem alten Glauben, wie er vor der Reform Nikons praktiziert wurde, lebten. Sie sahen sich als die eigentlichen wahren Orthodoxen, während die russische Staatskirche die alten Riten und Bücher als ketzerisch und ihre Anhänger als Raskolniki (Abspalter) betrachtete. Die Altgläubigen (seit dem 18. Jahrhundert auch „Altritualisten“ genannt), bildeten zahlreiche Gemeinden, oft in weit entlegenen Gebieten Russlands, wo sie bis heute alle Repressionen überstanden. Für sie gilt der Protopope Awwakum als Heiliger, er wird auf Ikonen mit Heiligenschein dargestellt. 1971 hob die Russisch-Orthodoxe Kirche den Bannfluch gegen die Altritualisten auf. Heute gibt es Altgläubige in Russland, Belarus, Lettland, Litauen, Estland, Polen, Rumänien und den Vereinigten Staaten.